# 183 Istrija
183 Istrija (mednarodno ime 183 Istria) je asteroid tipa S v glavnem asteroidnem pasu. 

## Odkritje
Asteroid je odkril avstrijski astronom Johann Palisa 8. februarja 1878 v Pulju . Poimenovan je po polotoku Istra, kjer je bil odkrit. V času odkritja asteroida sta Istra in mesto Pulj pripadala Avstro-Ogrski monarhiji.

## Lastnosti
Asteroid Istrija obkroži Sonce v 4,67 letih. Njegova tirnica ima izsrednost 0,350, nagnjena pa je za 26,384° proti ekliptiki. Njegov premer je 35,43 km, okoli svoje osi se zavrti v 11,77 h.